# Begonia sect. Barya
Begonia secc. Barya  es una sección del género Begonia, perteneciente a la familia de las begoniáceas, a la cual pertenecen las siguientes especies:

## Especies
- Begonia boliviensis
- Begonia monadelpha
- Begonia soror